# Родано
Рода̀но (на италиански: Rodano, на западноломбардски: Roeudin, Рьоудин) е малко градче и община в Северна Италия, провинция Милано, регион Ломбардия. Разположено е на 120 m надморска височина. Населението на общината е 4655 души (към 2013 г.).